# Michael De Santa
Michael De Santa er en fiktiv karakter fra PC-, Xbox-, og Playstationspillet Grand Theft Auto 5. Michael er ikke med i andre videospil. Hans officielle job er filmproducer, men størstedelen af hans indtægter kommer fra røverier af forskellige slags. 

## Plot
I Grand Theft Auto 5 har Michael to venner Trevor Phillips og Franklin Clinton. De hjælper Michael med røverier og den slags. Før Michael og Trevor mødte Franklin røvede de også banker med en anden makker som hed Brad. En historie går nogle år tilbage i vinteren i år 2004, hvor Michael, Brad og Trevor røvede en Bank i Ludendorff, North Yankton. Da de flygtede fra politiet i deres flugtbil, blev de ramt af et tog, da de forsøgte at krydse en jernbaneoverskæring. Da de forsøgte at flygte til fods, blev den anden makker, Brad skudt af Dave Norton efter han gik foran Trevor som var den der var målet. Michael ville forsøge at hjælpe ham men forfalskede sin død ved at Dave Norton skød ved siden af Michael. Trevor måtte så efterlade dem begge to, og flygtede helt alene. Michael overlevede, men alle folk i Ludendorff-området troede han var død.

## Personlighed
Michael De Santa er baseret på en stereotyp forhenværende forbryder. Han plages af sin fortid som topforbryder, hvor han blandt andet begik røverier mod banker, og dræbte uskyldige mennesker som følge af hans lovovertrædelser.
Desuden er det amerikaneren Ned Luke der lægger stemme til Michael i spillet.

## Udseende
Michael er 48 år gammel (da spillets handling fandt sted i 2013). I Grand Theft Auto 5 kan spilleren skifte Michaels udseende, men han starter med at have mellemlangt hår, og være glatbarberet. 

## Familie
Michael har desuden en familie i sin hjemby Los Santos (baseret på Los Angeles) som han tit i spillet kommer op at skændes med. I en lang del af spillet var hans familie også flyttet fra ham. Familien består af ham, hans kone Amanda De Santa, som er 43 år, hans datter Tracey De Santa, som er 22 år og hans søn James, som bare bliver kaldt Jimmy, som er 20 år. 